# Lirno
Lirno è una figura della mitologia greca, nato, secondo Apollodoro, da Afrodite e da Anchise, il giovane troiano amato dalla dea. È dunque, almeno in questa versione, fratello di Enea.
Fu allevato contemporaneamente al fratello dalla sorellastra Ippodamia, figlia di Anchise. Nulla si sa sul suo conto durante o dopo la guerra di Troia. Una tradizione racconta che morì senza figli; un'altra versione, tuttavia, vuole Lirno l'eponimo e il fondatore della città di Lirnesso.

### Fonti
- Pseudo-Apollodoro, Biblioteca, libro III, 12, 2.

### Traduzione delle fonti
- Marina Cavalli, Apollodoro, Biblioteca. Testo originale a fronte, Milano, Oscar Mondadori, 2008, ISBN 978-88-04-55637-4. Traduzione di Marina Cavalli.

### Moderna
- Pierre Grimal, Dizionario di mitologia, Parigi, Garzanti, 2005, ISBN 88-11-50482-1. Traduzione di Pier Antonio Borgheggiani.